# 北港火山
北港火山，是日本純種競賽馬匹，生涯稱霸泥地賽事，總戰績為39戰17勝，名次分佈為17-5-7-10，曾勝出2013年柏市紀念和日本育馬場盃經典賽、及2014年日本冠軍盃，亦於2013及2015年奪得兩次帝王賞冠軍，更於2013及2014年連霸東京大賞典及於2014至2016年達成川崎紀念三連霸，使其成為日本史上首匹勝出十次中央及地方一級賽的賽駒。
2016年12月退役後，成為優駿Stallion Station和East Stud的種馬。另外，由於其名字的由來和北海道苫小牧市息息相關，因而牠亦為當地的觀光大使。

## 出賽前
2009年5月26日出身於北海道浦河町市川牧場，成長途中於拍賣會上被馬主矢部幸一以1575萬日圓購入。
其後交由栗東訓練中心練馬師西浦勝一訓練。

## 競賽生涯

### 3歲
2012年1月14日出戰京都競馬場3歲新馬戰，然而選擇留後戰術下完全無法衝出，最終以第十一大敗。
1月29日出戰3歲未勝利戰，於其中保持穩定節奏在先頭位置推進，進入直路後隨即加速超越前方賽駒，最終保持優勢下成功以爆冷姿態取得首勝。
其後主要於條件戰中打拼，並於4月及6月分別勝出3歲500萬獎金以下條件及青梅特別。
7月11日挑戰日本泥地打吡，比賽初段選擇先行戰術保持於有利位置推進，並於比賽途中稍爲墮後以等待時機。進入直路後，其嘗試加速並一度衝出，可惜其後逐漸力弱下無法保持走勢，最終以第五落敗。
完成日本泥地打吡後重返中央賽場出戰獵豹錦標，比賽途中以先行戰術展開賽事下成功於前方保持優勢，最終力壓後方奈村勝將及Ijigen的追擊，以頸位壓贏對手取得首個分級賽冠軍。
其後繼續於分級賽中挑戰，出戰三級賽京都錦標及一級賽日本盃泥地大賽均以不俗的表現取得季軍。
年末出戰公開賽再會錦標作爲挑戰，可惜最終未能保持優勢下被後上的大都會超越並拉開，以2 1/2馬位差距落敗得第二。

### 4歲
2013年年初出戰東海錦標，雖然於比賽途中以穩定的節奏推進，但於直路未能跑出優勢的末腳速度下被果釀醇酒及Namura Titan戰勝，最終僅獲第三。
然而其後狀態大勇，出戰三場三級賽佐賀紀念、名古屋大賞典及天蠍錦標均以先頭戰術搭配道中的加速爬升跑出優秀表現，最終成功達成分級賽三連勝的佳績。

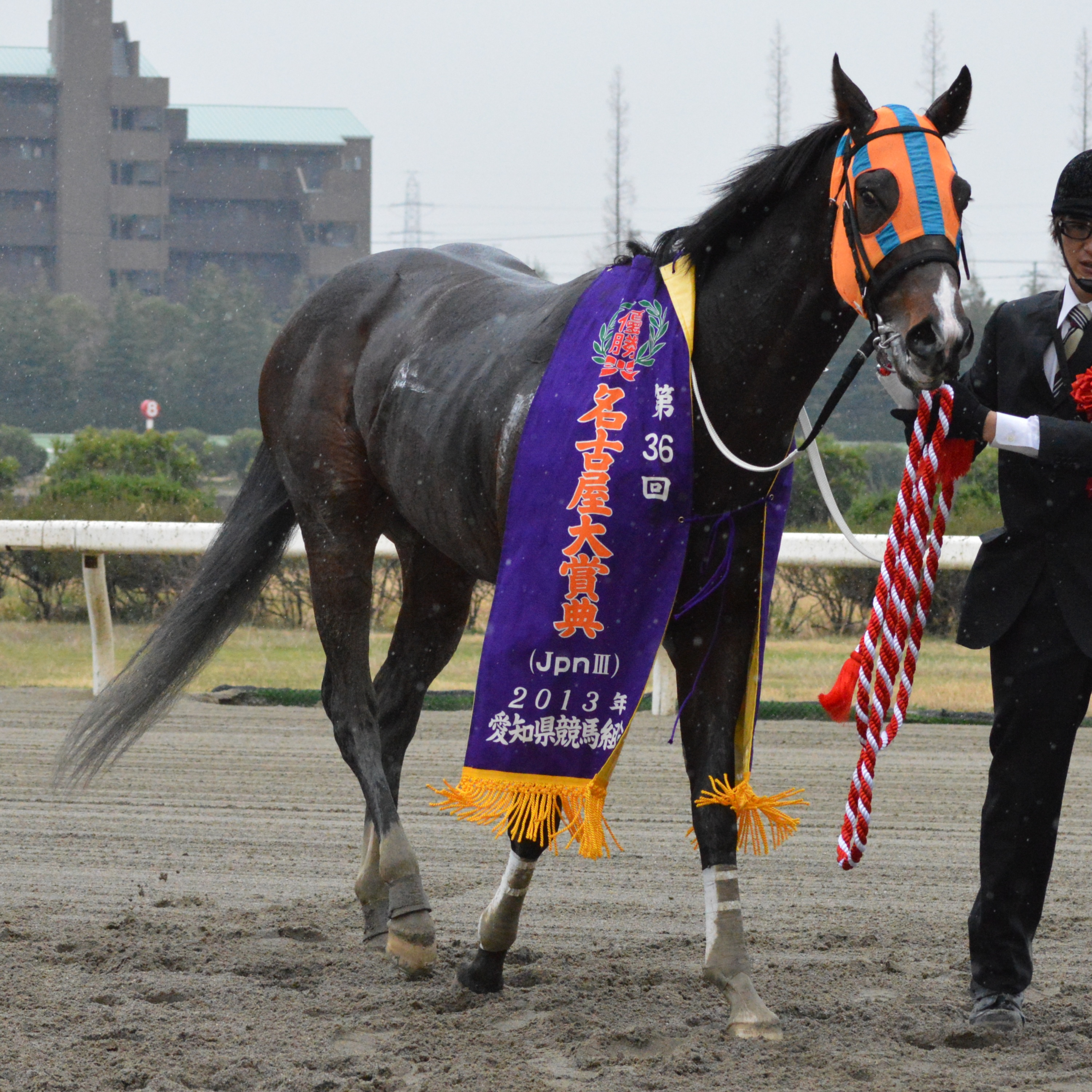
名古屋大賞典頒獎典禮

5月6日出戰柏市紀念，雖然此前於分級賽表現優異，但仍然落後上年度東京大賞典冠軍古國傳說取得第二人氣。比賽開始後，前方的第三人氣希望之城迅速搶佔位置，以北港火山則於第四左右緊盯對手。進入對面直路後，其接受騎師幸英明的指揮進行加速進佔第二的位置，進入直路後繼續保持衝刺，最終成功於中段超越領放的希望之城並逐漸拉開對手，最終以1 1/2馬位優勢奪得首個一級賽冠軍。
6月26日繼續出戰賽事，以帝王賞爲目標。比賽開始後，其繼續採用先行戰術保持於有利位置，並於第四彎道時候趁機進佔領放馬奇銳駿及大和熱驥身後的位置。進入直路後，其隨即發揮優秀的加速力進行加速，最終跑出全場最佳末腳下成功超越兩名對手，以1馬位優勢在再下一城。
夏季放草過後於10月出戰一哩冠軍南部盃，比賽初段選擇緊跟領放馬希望之城於第二的爲位置推進，但於通過最後彎道時候被對手逐漸拉開，進入直路後即管跑出全場最佳末腳仍未能縮窄和對手的距離，最終以1 1/2馬位差距落敗。
11月4日出戰日本育馬場盃經典賽，處於第1檔最內檔起步之下選擇領放戰術，並於比賽途中不斷加速拉開後方賽駒，進入直路後繼續衝刺保持優勢，最終成功拋離第二的奇銳駿取得三個分級賽冠軍。
11月27日，由於馬主矢部幸一因肺癌去世，因而北港火山的所有權被轉移至其子矢部道晃旗下。

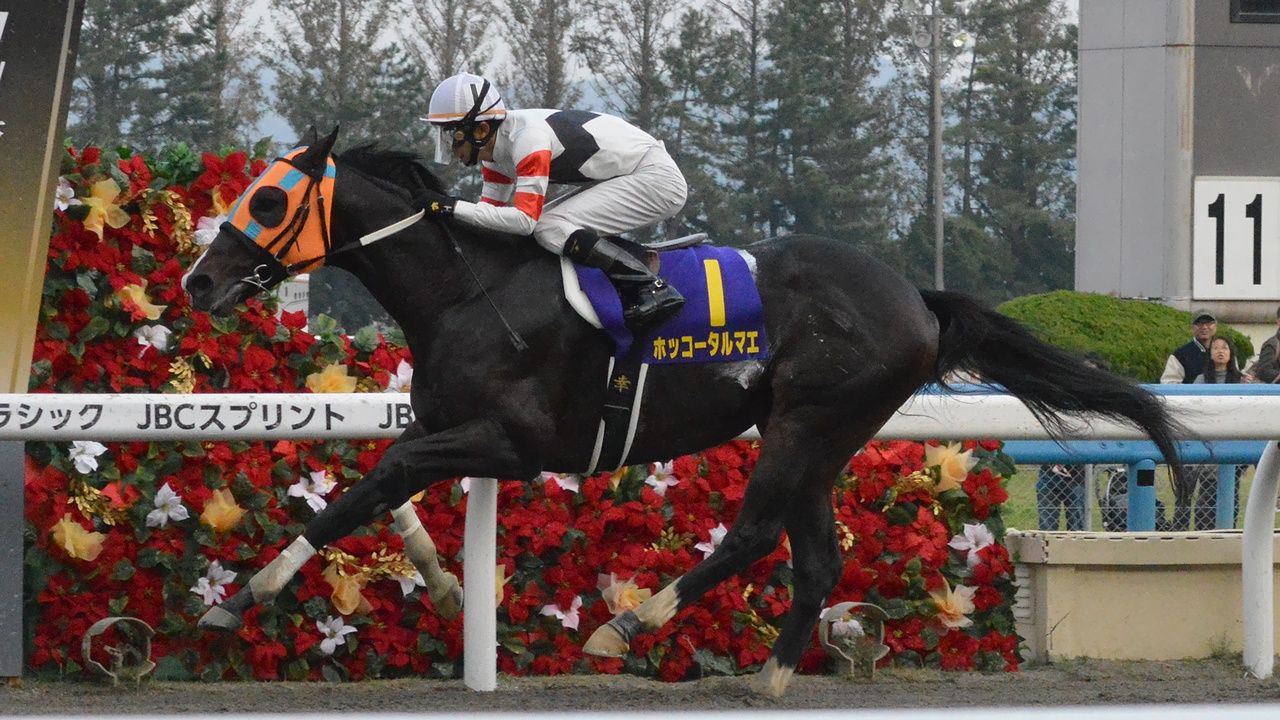
出戰日本育馬場盃經典賽的北港火山

其後出戰日本盃泥地大賽，雖然比賽初段選擇先行戰術並於保持穩定的節奏推進，但於進入直路走勢開始逐步下降，最終因力弱被後方的巴比倫王及奇銳駿超超越，以第三落敗。
12月29日出戰東京大賞典，雖然於日本盃泥地大賽稍爲失利，但仍然於賽前取得第一人氣。比賽開始後，其維持一貫穩定的節奏於前方位置推進，進入對面直路後逐漸提速並進佔約莫第二的位置。進入直路後，其隨即以優勢的速度逐步衝出，最終成功蠶食前方領先的奇銳駿及大和熱驥下成功以1  1/2馬位優勢取得冠軍。

### 5歲
2014年首戰爲地方賽事川崎紀念，於賽前以1.1倍人氣奪得壓倒性的第一人氣，於比賽途中亦以絕佳的姿態一舉由第二的位置衝出取得領先，最終成功回應第一人氣取得冠軍。
2月23日出戰二月錦標，比賽初段於先頭約莫第五的位置推進，並於比賽途中一直保持較慢的節奏以穩定體力。進入直路後，其率先提速衝出並跑出全場最快末腳，但可惜仍然未能追上前方的第十六人氣伏兵小林歷奇，最終以1/2馬位落敗。
其後遠征阿聯酋出戰杜拜世界盃，然而未能發揮實力下以包尾第十六大敗。
賽後陣營認爲其身體狀態有異，因而安排其進行詳細檢查，最終確認爲壓力性腸炎。鑑於此情況，陣營決定將其放置於當地診所進行資料，待治療完畢後才於4月12日返回日本，並於回國後繼續進入休養狀態。
休養過後出戰日本育馬場盃經典賽，但狀態未完全回復下無法表現出較優秀的加速力，最終敗於小林歷奇、翠綠晶石及奇銳駿以第四完賽。
12月7日出戰日本冠軍盃，比賽初段繼續採用擅長的先行戰術，並於比賽途中跟隨領放馬栗子星保持較慢的步速。進入直路後，其處於第二的位置繼續推進，直路中段順利取得領先下亦可以抵擋位置稍後的奈村勝將的追擊，最終以1/2馬位取得首個中央一級賽冠軍。

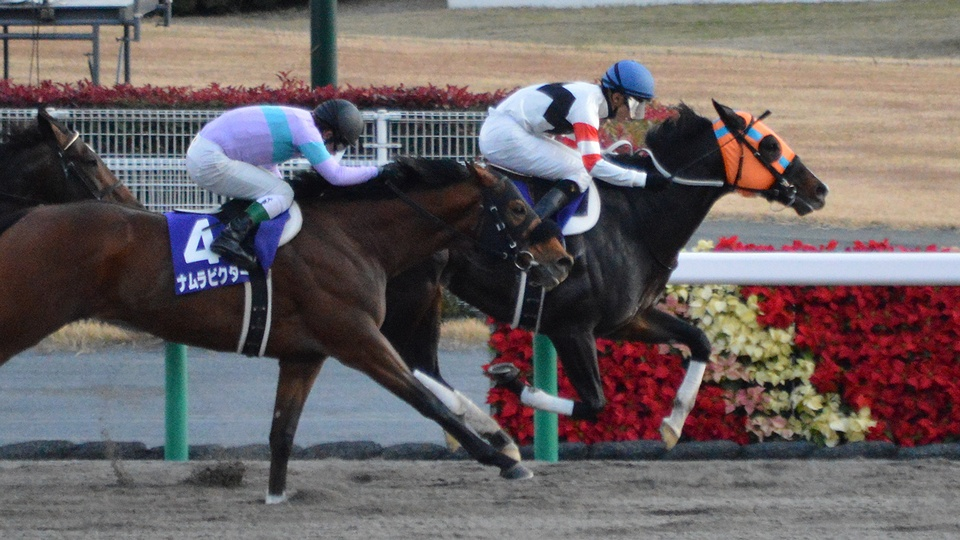
出戰日本冠軍盃的北港火山

其後繼續出戰東京大賞典，賽前再度獲得第一人氣。比賽開始後，小林歷奇隨即以較快的速度搶佔位置進行領放，而北港火山則於第二的位置緊盯對手。通過第三彎道時候，其逐步迫近對手並瞬間取得領先，進入直路後繼續保持勢頭於前方推進，最終成功拉開對手4馬位率先衝線，成爲第三匹連霸此賽事的賽駒。
年末，由於其在年間勝出三項一級賽，因而於評選中以近乎全票的276票當選最佳泥地馬。

### 6歲
2015年1月28日出戰年度首戰川崎紀念，比賽初段以先行戰術推進下在第三彎道開始發力，進佔第四彎道時經已處於第二的有利位置並取得比賽主導權。進入直路後，其趁領放馬Summit Stone逐漸力弱下取代其成爲領先的馬匹，其後亦可以憑借軟地的局面保持於前方的優勢，最終成功壓贏後方來襲的Kazenoko達成連霸。
3月28日再度遠征阿聯酋挑戰杜拜世界盃，然而未能最大程度加速下無法壓制對手，最終僅跑獲一席第五。
回國後出戰帝王賞，並於比賽途中以絕佳的反應響應騎師幸英明的加速指示，最終成功超越前方的翠綠晶石下亦可以壓制後方Happy Sprint及Eurobeat的追擊，以3/4馬位奪得第九項一級賽冠軍。
秋季繼續於各項一級賽中挑戰，出戰日本育馬場盃經典賽、日本冠軍盃及東京大賞典，然而未能保持優勢的狀態下無一獲勝，分別取得第三、第五及第二。

### 7歲
2016年年初繼續以川崎紀念作爲年度首戰，於比賽保持優秀的節奏處於第四左右的位置推進，並於比賽中段稍爲前移進佔有利位置。進入直路後，其以凌厲的姿態逐步加速，並於直路中段和一同衝出的聽來真展開纏鬥，最終於其保持絕佳的韌力下成功率先透出奪冠，成爲第二匹川崎紀念三連霸的賽駒之餘，亦以合計十項中央及地方一級賽優勝冠絕全日本歷史。
其後第三度遠征阿聯酋出戰杜拜世界盃，比賽途中選擇於中團靠位置推進，進入最後彎道時雖然嘗試加速迫近前方的賽駒，但最終仍然以第九大敗。
回國稍爲放草後狀態回勇，出戰帝皇賞、一哩冠軍南部盃及日本育馬場盃經典賽分別奪得第四、第三及第二的全入板戰績。
其後以日本冠軍盃爲目標調整，然而於11月29日的訓練途中左前腳出現不良於行的症狀，最終於陣營判斷下決定安排其退役。

### 詳細賽績
| 日期       | 舉辦國家 | 馬場   | 距離     | 級別     | 賽事名稱           | 負重 | 騎師       | 馬號 | 出馬 | 名次 | 時間     | 頭馬（二馬）        |
| ---------- | -------- | ------ | -------- | -------- | ------------------ | ---- | ---------- | ---- | ---- | ---- | -------- | ------------------- |
| 14/1/2012  | 日本     | 京都   | 泥1400   |          | 3歲新馬            | 56   | 長谷川浩大 | 14   | 16   | 11   | 1:28.8   | Ganges              |
| 29/1/2012  | 日本     | 小倉   | 泥1700   |          | 3歲未勝利          | 56   | 村田一誠   | 2    | 14   | 1    | 1:46.7   | （Namura Conquer）  |
| 29/2/2012  | 日本     | 京都   | 泥1800   |          | 3歲500萬獎金以下   | 56   | 村田一誠   | 14   | 16   | 4    | 1:53.4   | Laughing in May     |
| 11/3/2012  | 日本     | 中京   | 泥1800   | 500万下  | 沈丁花賞           | 56   | 村田一誠   | 9    | 16   | 6    | 1:56.4   | Sammaru Duke        |
| 7/4/2012   | 日本     | 阪神   | 泥1800   |          | 3歲500萬獎金以下   | 56   | 幸英明     | 9    | 16   | 1    | 1:53.5   | （Special the Dia） |
| 29/4/2012  | 日本     | 京都   | 泥1800   | OP       | 端午錦標           | 56   | 幸英明     | 13   | 14   | 3    | 1:50.9   | Hatano Vainqueur    |
| 3/6/2012   | 日本     | 東京   | 泥1600   | 1000万下 | 青梅特別           | 54   | 幸英明     | 11   | 13   | 1    | 1:37.3   | （Air Khalifa）     |
| 11/7/2012  | 日本     | 大井   | 泥2000   | JpnI     | 日本泥地打吡       | 56   | 幸英明     | 3    | 11   | 5    | 2:06.3   | Hatano Vainqueur    |
| 5/8/2012   | 日本     | 新潟   | 泥1800   | GIII     | 獵豹錦標           | 56   | 幸英明     | 12   | 15   | 1    | 1:51.8   | （奈村勝將）        |
| 4/11/2012  | 日本     | 京都   | 泥1800   | GIII     | 京都錦標           | 55   | 幸英明     | 6    | 16   | 3    | 1:49.7   | 古國傳說            |
| 2/12/2012  | 日本     | 阪神   | 泥1800   | GI       | 日本盃泥地大賽     | 56   | 幸英明     | 9    | 16   | 3    | 1:49.5   | 大和熱驥            |
| 24/12/2012 | 日本     | 中山   | 泥1800   | OP       | 再會錦標           | 57   | 幸英明     | 8    | 16   | 2    | 1:51.9   | 大都會              |
| 20/1/2013  | 日本     | 中京   | 泥1800   | GII      | 東海錦標           | 55   | 幸英明     | 6    | 16   | 3    | 1:51.6   | 果釀醇酒            |
| 11/2/2013  | 日本     | 佐賀   | 泥2000   | JpnIII   | 佐賀紀念           | 56   | 幸英明     | 9    | 12   | 1    | 2:05.7   | （A Shin Moreover） |
| 20/3/2013  | 日本     | 名古屋 | 泥1900   | JpnIII   | 名古屋大賞典       | 55   | 幸英明     | 5    | 12   | 1    | 1:59.8   | （A Shin Moreover） |
| 13/4/2013  | 日本     | 阪神   | 泥1800   | GIII     | 天蠍錦標           | 57   | 岩田康誠   | 10   | 16   | 1    | 1:49.7   | （大和熱驥）        |
| 6/5/2013   | 日本     | 船橋   | 泥1600   | JpnI     | 柏市紀念           | 57   | 幸英明     | 7    | 11   | 1    | 1:37.8   | （希望之城）        |
| 26/6/2013  | 日本     | 大井   | 泥2000   | JpnI     | 帝王賞             | 57   | 幸英明     | 8    | 12   | 1    | 2:03.0   | （大和熱驥）        |
| 14/10/2013 | 日本     | 盛岡   | 泥1600   | JpnI     | 一哩冠軍南部盃     | 57   | 幸英明     | 12   | 13   | 2    | 1:35.3   | 希望之城            |
| 4/11/2013  | 日本     | 金澤   | 泥2100   | JpnI     | 日本育馬場盃經典賽 | 57   | 幸英明     | 1    | 12   | 1    | 2:12.6   | （奇銳駿）          |
| 1/12/2013  | 日本     | 阪神   | 泥1800   | GI       | 日本盃泥地大賽     | 57   | 幸英明     | 6    | 16   | 3    | 1:50.5   | 巴比倫王            |
| 29/12/2013 | 日本     | 大井   | 泥2000   | GI       | 東京大賞典         | 57   | 幸英明     | 5    | 10   | 1    | 2:06.6   | （奇銳駿）          |
| 29/1/2014  | 日本     | 川崎   | 泥2100   | JpnI     | 川崎紀念           | 57   | 幸英明     | 5    | 11   | 1    | 2:13.8   | （火槍奇兵）        |
| 23/2/2014  | 日本     | 東京   | 泥1600   | GI       | 二月錦標           | 57   | 幸英明     | 15   | 16   | 2    | 1:36.1   | 小林歷奇            |
| 29/3/2014  | 阿聯酋   | 美丹   | 膠沙2000 | GI       | 杜拜世界盃         | 57   | 幸英明     | 11   | 16   | 16   | 紀錄缺失 | 非洲傳說            |
| 3/11/2014  | 日本     | 盛岡   | 泥2000   | JpnI     | 日本育馬場盃經典賽 | 57   | 幸英明     | 7    | 16   | 4    | 2:01.6   | 小林歷奇            |
| 7/12/2014  | 日本     | 中京   | 泥1800   | GI       | 日本冠軍盃         | 57   | 幸英明     | 8    | 16   | 1    | 1:51.0   | （奈村勝將）        |
| 29/12/2014 | 日本     | 大井   | 泥2000   | GI       | 東京大賞典         | 57   | 幸英明     | 6    | 16   | 1    | 2:03.0   | （小林歷奇）        |
| 28/1/2015  | 日本     | 川崎   | 泥2100   | JpnI     | 川崎紀念           | 57   | 幸英明     | 5    | 11   | 1    | 2:16.9   | （Kazenoko）        |
| 28/3/2015  | 阿聯酋   | 美丹   | 泥2000   | GI       | 杜拜世界盃         | 57   | 幸英明     | 2    | 9    | 5    | 紀錄缺失 | 樞機主教            |
| 24/6/2015  | 日本     | 大井   | 泥2000   | JpnI     | 帝王賞             | 57   | 幸英明     | 1    | 12   | 1    | 2:02.7   | （翠綠晶石）        |
| 3/11/2015  | 日本     | 大井   | 泥2000   | JpnI     | 日本育馬場盃經典賽 | 57   | 幸英明     | 10   | 16   | 3    | 2:05.0   | 小林歷奇            |
| 6/12/2015  | 日本     | 中京   | 泥1800   | GI       | 日本冠軍盃         | 57   | 幸英明     | 13   | 16   | 5    | 1:50.7   | 森巴舞后            |
| 29/12/2015 | 日本     | 大井   | 泥2000   | GI       | 東京大賞典         | 57   | 幸英明     | 13   | 14   | 2    | 2:03.3   | 聽來真              |
| 27/1/2016  | 日本     | 川崎   | 泥2100   | JpnI     | 川崎紀念           | 57   | 幸英明     | 12   | 13   | 1    | 2:14.1   | （聽來真）          |
| 26/3/2016  | 阿聯酋   | 美丹   | 泥2000   | GI       | 杜拜世界盃         | 57   | 幸英明     | 8    | 12   | 9    | 紀錄缺失 | 閃亮加州            |
| 29/6/2016  | 日本     | 大井   | 泥2000   | JpnI     | 帝王賞             | 57   | 幸英明     | 10   | 12   | 4    | 2:05.9   | 小林歷奇            |
| 10/10/2016 | 日本     | 盛岡   | 泥1600   | JpnI     | 一哩冠軍南部盃     | 57   | 幸英明     | 10   | 13   | 3    | 1:34.3   | 小林歷奇            |
| 3/11/2016  | 日本     | 川崎   | 泥2100   | JpnI     | 日本育馬場盃經典賽 | 57   | 幸英明     | 8    | 14   | 2    | 2:15.4   | 得獎者              |

## 退役後
退役後，北港火山成爲了配種馬，於北海道新冠町優駿Stallion Station及北海道浦河町East Stud輪流休養，在2017年進行配種。首批子嗣於2018年出生，可於2020年出賽。2022年5月4日，Blitz Fang在兵庫冠軍錦標取勝，成爲首匹勝出分級賽的子嗣。

### 主要子嗣

#### 分級賽優勝子嗣
2017年生
- Ladybug（閃耀女士盃）

2018年生
- Meisho Funjin（佐賀紀念）

2019年生
- Blitz Fang（兵庫冠軍錦標）

2020年生
- Brian Sense（三月錦標）
- 日升頂峰（日本育馬場盃兩歲優駿）

## 血統簡介
父系夏威夷王爲日本賽駒，生涯戰績極爲優秀，僅得一戰未能獲勝，曾勝出一級賽NHK一哩賽及東京優駿（日本打吡），爲日本史上首匹贏得變則二冠的賽駒。祖父金滿寶爲美國生產的法國賽駒，曾三勝一級賽，亦爲近代著名種馬之一。
母系Madam Cherokee爲日本賽駒，生涯戰績不佳僅勝出分級賽級別的賽事。外祖父Cherokee Run爲美國賽駒，生涯戰績優秀，曾勝出一級賽育馬者盃短途大賽。

### 血統表
| 父線：金滿寶系（淘金者系）               |                               |               |                |
| 種馬 夏威夷王 2001年（棗色）             | 金滿寶 1990年（棗色）         | 淘金者        | Raise a Native |
| 種馬 夏威夷王 2001年（棗色）             | 金滿寶 1990年（棗色）         | 淘金者        | Gold Digger    |
| 種馬 夏威夷王 2001年（棗色）             | 金滿寶 1990年（棗色）         | Miesque       | 雷利耶夫       |
| 種馬 夏威夷王 2001年（棗色）             | 金滿寶 1990年（棗色）         | Miesque       | Pasadoble      |
| 種馬 夏威夷王 2001年（棗色）             | Manfath 1991年（深棗色）      | 最後大官      | Try My Best    |
| 種馬 夏威夷王 2001年（棗色）             | Manfath 1991年（深棗色）      | 最後大官      | Mill Princess  |
| 種馬 夏威夷王 2001年（棗色）             | Manfath 1991年（深棗色）      | Pilot Bird    | Blakeney       |
| 種馬 夏威夷王 2001年（棗色）             | Manfath 1991年（深棗色）      | Pilot Bird    | The Dancer     |
| 繁殖雌馬 Madam Cherokke 2001年（棗色）   | Cherokee Run 1990年（深棗色） | Runaway Groom | 害羞新郎       |
| 繁殖雌馬 Madam Cherokke 2001年（棗色）   | Cherokee Run 1990年（深棗色） | Runaway Groom | Yonnie Girl    |
| 繁殖雌馬 Madam Cherokke 2001年（棗色）   | Cherokee Run 1990年（深棗色） | Cherokee Dame | Silver Saber   |
| 繁殖雌馬 Madam Cherokke 2001年（棗色）   | Cherokee Run 1990年（深棗色） | Cherokee Dame | Dame Francesca |
| 繁殖雌馬 Madam Cherokke 2001年（棗色）   | Unfoiled 1995年（棗色）       | Unridled      | Fappiano       |
| 繁殖雌馬 Madam Cherokke 2001年（棗色）   | Unfoiled 1995年（棗色）       | Unridled      | Gana Facil     |
| 繁殖雌馬 Madam Cherokke 2001年（棗色）   | Unfoiled 1995年（棗色）       | Bold Foil     | Bold Forbes    |
| 繁殖雌馬 Madam Cherokke 2001年（棗色）   | Unfoiled 1995年（棗色）       | Bold Foil     | Perfect Foil   |
| 雌系：號族：9-e                          |                               |               |                |
| 五代內近親交配：淘金者 3×5、北地舞人 5×5 |                               |               |                |

## 命名由來
名字中，Hokko（ホッコー）是第一代馬主矢部幸一、第二代馬主矢部道晃父子之冠名，出自他們所經營、位於北海道苫小牧市的建設公司北海土建工業之名字中的「北」（ホッ）及「工」（コー），香港則以同音的「北港」作为翻譯；Tarumae（タルマエ）則出自同樣位於北海道苫小牧市的活火山樽前山，香港則取其背後含意，翻譯为「火山」。

## 外部連結
- 北港火山 netkeiba.com
- 北港火山 sportsnavi.com
- 北港火山 jbis.or.jp
- 北港火山 racingpost.com
- 血統表